# Гитинов, Магомед Гаджиевич
Магомед Гаджиевич Гитинов (27 сентября 1968, Урада, Советский район, Дагестанская АССР, РСФСР, СССР) — советский и российский спортсмен, специализируется по ушу.

## Спортивная карьера
В 1993 году стал чемпионом мира по ушу.

## Спортивные достижения
- Чемпионат мира по ушу 1993 — ;
- Кубок Европы по ушу 1993 — ;
- Кубок России по ушу 1993 — ;

## Личная жизнь
В 1985 году окончил школу №34 в Махачкале. Окончил Дагестанский медицинский колледж по специальности — зуботехник.